# Рейман, Леонид Дододжонович
Леонид Дододжонович Рейман (род. 12 июля 1957, Ленинград) — российский специалист по связи и государственный деятель.
Л. Д. Рейман — один из учредителей Фонда истории радиотехники и связи в Санкт-Петербурге для поддержки Центрального музея связи имени А. С. Попова.

## Биография

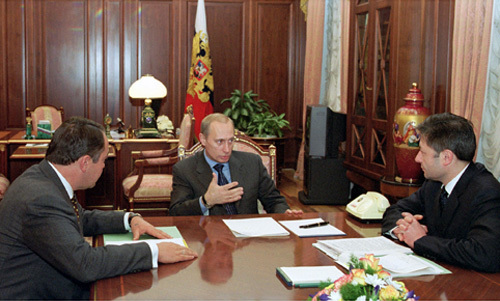
Леонид Рейман (справа)

- Отец Леонида Реймана, Дододжон Таджиевич Таджиев (род. 22 марта 1915 года, Канибадам, Бухарский Эмират, ныне Согдийская область Таджикистана) — таджикского происхождения, доктор филологических наук, профессор, впоследствии заведующий кафедрой в Таджикском государственном университете, большую часть жизни прожил в городе Душанбе.
- Мать Леонида Реймана — Екатерина Александровна Рейман — эстонская немка[1], доктор филологических наук, профессор, заведующая кафедрой иностранных языков Санкт-Петербургского научного центра РАН.

## Образование
В 1979 году окончил Ленинградский электротехнический институт связи(ЛЭИС) им. М. А. Бонч-Бруевича (ныне — Государственный университет телекоммуникаций) по специальности «инженер электросвязи».
В 2000 году защитил кандидатскую диссертацию по теме «Совершенствование системы государственного регулирования отрасли телекоммуникаций».
В 2004 году защитил докторскую диссертацию на тему «Формирование и развитие рынка инфокоммуникационных услуг».  Присуждена ученая степень доктора экономических наук.

## Карьера
С 1979 по 1983 годы работал инженером, начальником линейно-аппаратного цеха на Ленинградской международной телефонной станции, с 1983 по 1985 годы проходил военную службу в Вооруженных Силах СССР.
С 1985 года — главный инженер ГУ «Ленинградская городская телефонная сеть» (ЛГТС).
С 1991 по 1994 годы работал заместителем начальника государственного предприятия «Ленинградская городская телефонная сеть» (ЛГТС), с 1994 по 1998 год занимал должность директора по международным связям ОАО «Петербургская телефонная сеть» (ПТС), являлся членом правления ОАО ПТС (президент ПТС — Валерий Яшин).
В ноябре 1994 года стал одним из основателей ОАО «Телекоминвест».
- 95 % акций «Телекоминвеста» (Яшина — Рейман), и Санкт-Петербургский ММТ Николая Певцова;
- 5 % — Vasa Invest Consulting (позже переименованная в Odem OS) датского бизнесмена Джеффри Гальмонда.

Вошёл в состав совета директоров «Телекоминвеста». В сентябре 1998 года стал первым заместителем генерального директора — коммерческим директором ОАО ПТС. От ОАО «ПТС» входил в Координационный совет руководителей связи и телекоммуникаций Санкт-Петербурга и Ленинградской области.
30 июня 1999 года назначен статс-секретарём — первым заместителем председателя Государственного комитета РФ по телекоммуникациям, 27 августа 1999 года назначен председателем Государственного комитета РФ по телекоммуникациям РФ.
12 ноября 1999 года Гостелеком преобразован в Министерство РФ по связи и информатизации, а Рейман одновременно назначен министром. 15 ноября 1999 года утверждён членом Коллегии Российского агентства по системам управления.

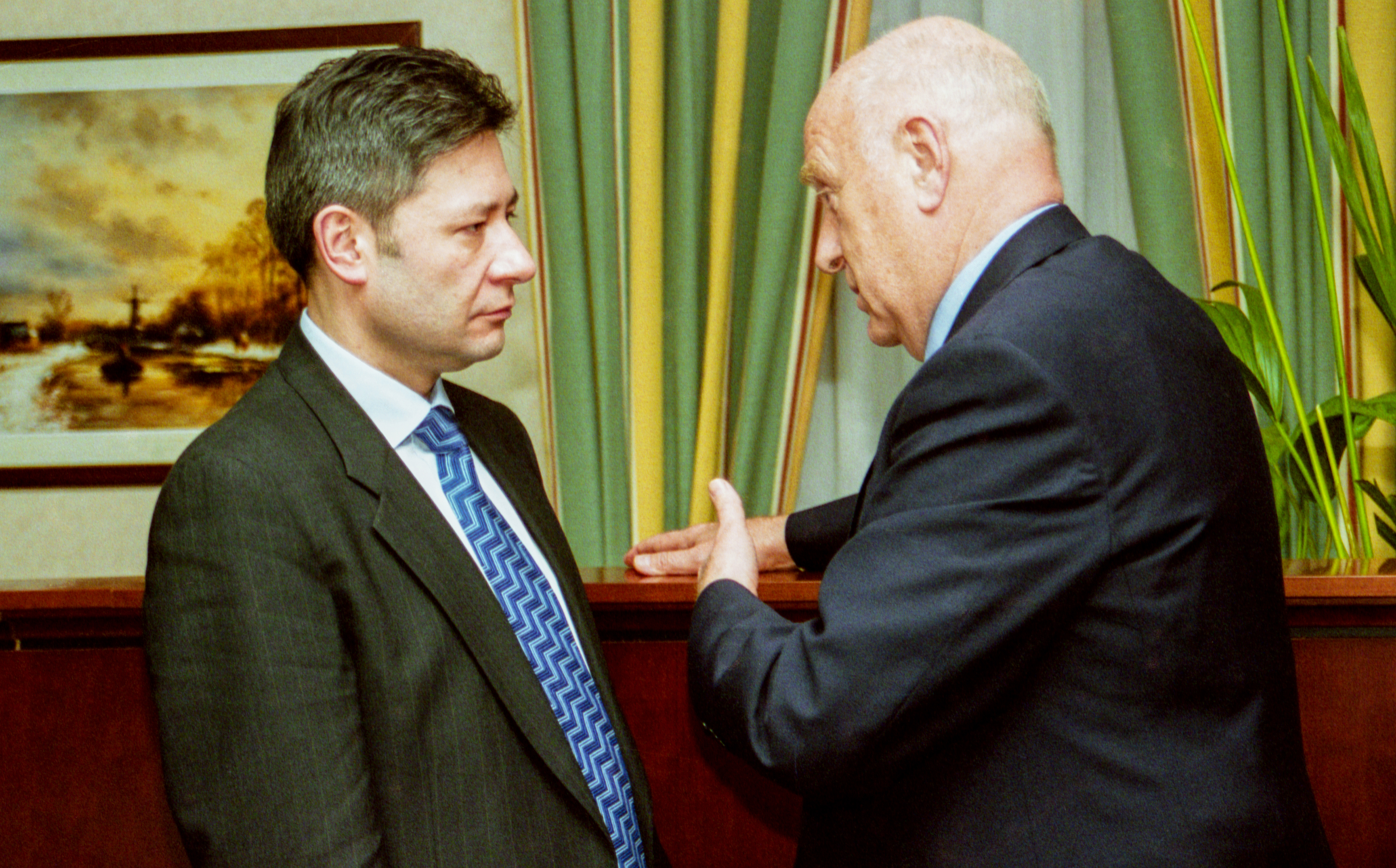
С экс-министром связи СССР Э. К. Первышиным, 2001 год

27 января 2000 года введён в состав Коллегии представителей государства в ОАО «Общественное российское телевидение» (ОРТ).
18 мая 2000 года указом президента назначен министром связи и информатизации РФ в правительстве Михаила Касьянова. 13 июня 2000 года включен в состав Комиссии Правительства РФ по военно-промышленным вопросам.
В ноябре 2003 года назначен председателем совета Международной организации космической связи (МОКС) «Интерспутник».
9 марта 2004 года Министерство РФ по связи и информатизации было упразднено. В марте 2004 года назначен первым заместителем министра транспорта и связи. 20 мая 2004 года, согласно указу президента РФ о структуре правительства, образовано Министерство информационных технологий и связи Российской Федерации, руководителем которого назначен Леонид Рейман.
11 июня 2004 года (повторно?) включён в состав комиссии по военно-промышленным вопросам. С июня 2004 года — член Морской коллегии при Правительстве РФ.
В июле 2004 года назначен председателем российских частей Смешанной Российско-Израильской комиссии по торгово-экономическому сотрудничеству и Межправительственной Российско-Норвежской комиссии по экономическому, промышленному и научно-техническому сотрудничеству.
С июля 2004 года — председатель Государственной комиссии по радиочастотам.
В сентябре 2004 года — заместитель руководителя Межведомственной рабочей группы по подготовке введения в Российской Федерации паспортно-визовых документов нового поколения.
С 2004 по 2008 годы был министром информационных технологий и связи Российской Федерации. В 2008 году являлся советником Президента Российской Федерации. 10 сентября 2010 года по собственному желанию уволился с поста советника президента.
С 2011 года являлся совладельцем российской полупроводниковой компании «Ангстрем-Т», дочки АО «Ангстрем». В настоящее время является президентом «Alternativa Capital».
В 2023 г. принадлежащая Рейману компания "Рутек" представила "первый смартфон на российской операционной системе" Р-ФОН. Стоимость смартфона пока не сообщалась, но известно, что он будет стоить меньше 40 тыс. руб. 11 сентября на мощностях АО «Рутек» в Саранске начался поверхностный монтаж плат Р-ФОНа, его заводская прошивка операционной системой РОСА Мобайл и полный выпуск смартфона. В августе 2023 г. Forbes обнаружил запись в реестре ЕЭК, разрешающую ввоз продукции на территорию ЕАЭС. Компания декларировала смартфон под торговой маркой Ruteq в нескольких моделях, произведенный компанией Bopel Mobile Technology Co Limited из Гонконга. Однако в компании НТЦ ИТ РОСА заявили, что «небольшая партия китайских телефонов была ввезена, чтобы сравнить качество сборки».

## Семья
Был женат на Юлии Полтавской, от которой имеет дочь Марину и сына Евгения.
В настоящее время женат на Ольге Степановой, от которой имеет двух сыновей. Также у Ольги Степановой имеется дочь от предыдущего брака.

## Награды
- Орден «За заслуги перед Отечеством» III степени (12 июля 2007) — за большой вклад в развитие современных информационных технологий и создание отечественного телекоммуникационного комплекса[17].
- Орден «За заслуги перед Отечеством» IV степени (12 июля 2005) — за большие заслуги в развитии телекоммуникационного комплекса страны и многолетнюю плодотворную работу[18].
- Юбилейные и ведомственные медали.
- Заслуженный работник связи Российской Федерации.
- Премии Правительства Российской Федерации в области образования и в области науки и техники.
- Лауреат ежегодной международной премии «Персона года» (2005).
- Лауреат высшей юридической премии «Фемида» (2003).
- Орден «Содружество» (10 февраля 2006, Межпарламентская ассамблея СНГ) — за активное участие в деятельности Межпарламентской Ассамблеи и её органов, вклад в укрепление дружбы между народами государств — участников Содружества[19].
- Грамота Содружества Независимых Государств (30 ноября 2001) — за активную работу по укреплению и развитию Содружества Независимых Государств[20].
- Грамота Содружества Независимых Государств (28 ноября 2006) — за активную работу по укреплению и развитию Содружества Независимых Государств[21].